# 鸡爪茶
鸡爪茶（学名：[Rubus henryi] 错误：{{Lang}}：文本有斜体标记（帮助））为蔷薇科悬钩子属下的一个种。

## 扩展阅读
- 維基物種上的相關：鸡爪茶